# شکارپور، پاکستان
شکارپور (به اردو: شڪارپور) شهری در استان سند کشور پاکستان است که در سرشماری سال ۲۰۰۶ میلادی، ۱۶۰٫۱۵۸ نفر جمعیت داشته است.